# Therobia bicolor
Therobia bicolor är en tvåvingeart som först beskrevs av Seguy 1933.  Therobia bicolor ingår i släktet Therobia och familjen parasitflugor. Inga underarter finns listade i Catalogue of Life.